# Faurea rubriflora
Faurea rubriflora är en tvåhjärtbladig växtart som beskrevs av S.K. Marner. Faurea rubriflora ingår i släktet Faurea och familjen Proteaceae. Inga underarter finns listade i Catalogue of Life.